# 𥻵 (福州)

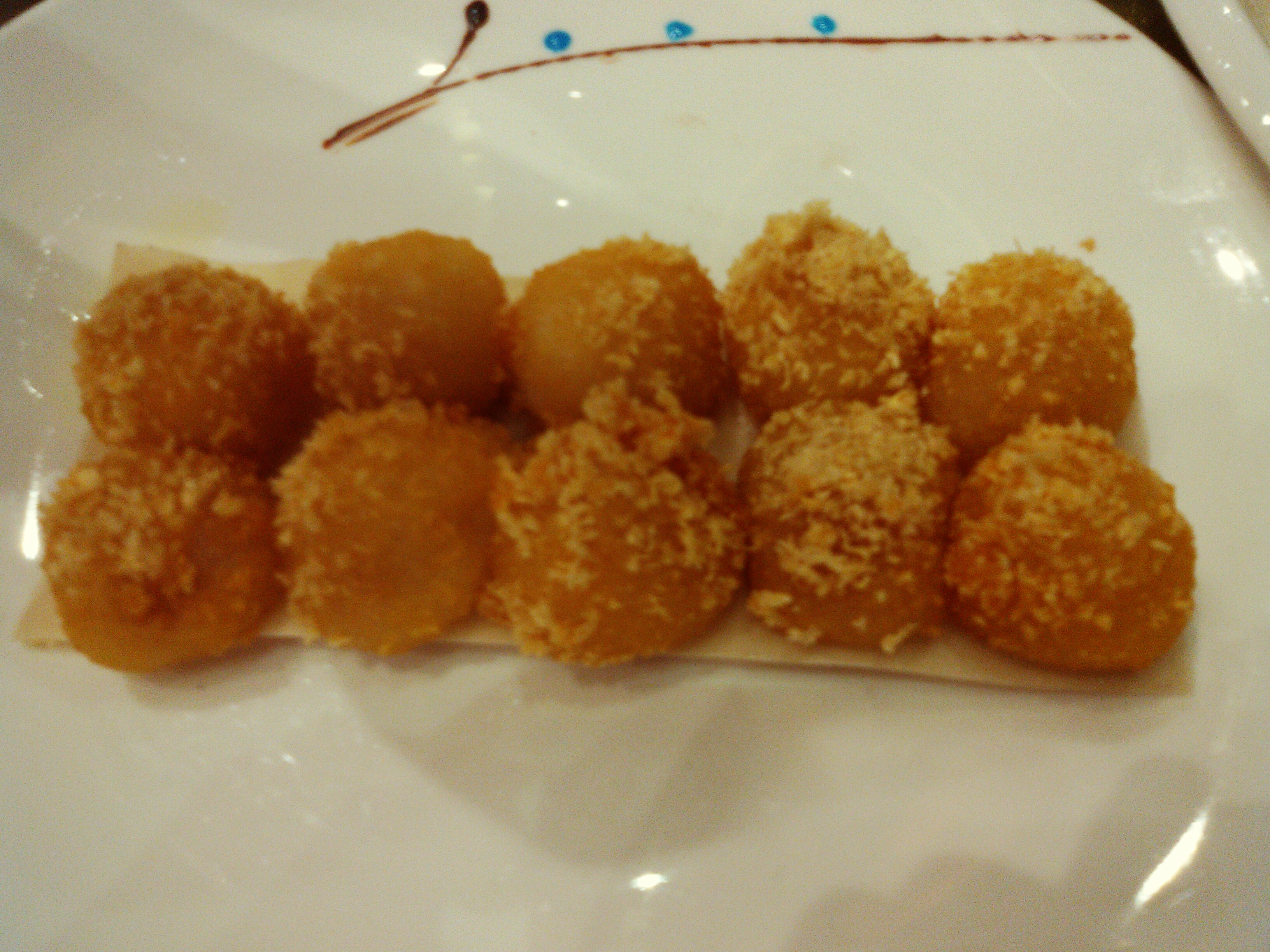
𥻵

𥻵（福州语罗马字: sì，国际音标：si˥˩）是福州人每年冬至這一天吃的一種汤丸食品，類似湯圓。又被称为「玻當𥻵」，其中「玻當」意思是「打滚」。「𥻵」的本字是「餈」，但福州話讀音為sì，和福州話的「時」音相同，故民間另造「𥻵」字。
𥻵是用生糯米磨浆并压至半乾，再搓成丸状，放入锅中用水煮熟，做成汤丸，食用时可以蘸糖粉、豆粉或花生粉。因爲𥻵在福州話裏的發音和「時」一樣，所以福州人於每年冬至這一天搓𥻵，相信會時來運轉。
馬祖地區受閩都文化影響，民間亦使用「𥻵」字。在馬祖，婚喪喜慶時候也會食用此食品。

## 民谣
《搓𥻵之搓搓》是一首民谣，与𥻵有关，版本众多。
- 搓𥻵之搓搓，依奶疼依哥；依哥有老媽，依弟單身哥。ⓘ[5]
- 搓丸之搓搓，依奶疼依哥；依哥有老媽，依弟單身哥。搓丸之搓搓，年年節節高；大儂添福壽，伲囝歲數多。ⓘ[5][6]
- 搓𥻵之搓搓，年年節節高；大儂添福壽，伲囝歲數多；紅紅水漲急，排排兄弟哥。ⓘ（又作「大儂增福壽」。）
- 搓𥻵之搓搓，依奶疼依哥；依哥討依嫂，依弟單身哥。依嫂带身喜，爹媽齊歡喜。伲囝哥逿落骹桶下，依哥馬上做郎罷。ⓘ（又作「伲囝逿桶下，依哥此刻做郎罷」。）

在民间传承之外，於1996年時，連江縣政府邀請文化工作者郭啟祥等人，針對此童謠進行合唱改編。